# ARTIUM Museoa

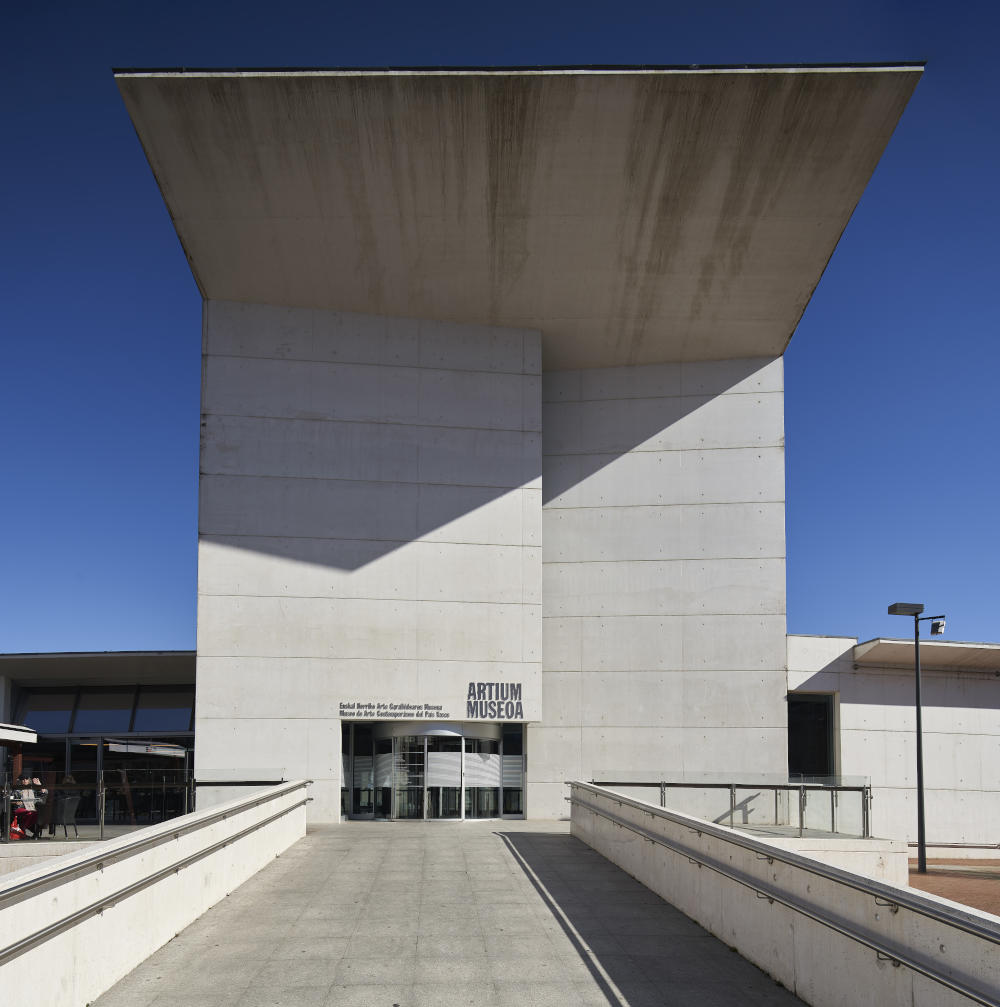
het museum

Het ARTIUM Museoa of Arte Garaikideko Euskal Zentro-Museoa /Museo de Arte Contemporáneo del País Vasco is een kunstmuseum in het Spaanse Vitoria-Gasteiz. Het museum werd geopend in 2002 en is gewijd aan moderne kunst.
De collectie omvat werken van Ignasi Aballí, Ana Laura Aláez, Vicente Ameztoy, Txomin Badiola, Miquel Barceló, Joseph Beuys, Joan Brossa, Rafael Canogar, Juan Francisco Casas, Jacobo Castellano, Costus, Jake & Dinos Chapman, Eduardo Chillida, Salvador Dalí (Retrato de la Sra. Fagen), Óscar Domínguez, Equipo Crónica, Alberto García-Alix, Luis Gordillo, Eva Lootz, Manolo Millares, Joan Miró, Juan Muñoz, Jorge Oteiza, Pablo Palazuelo, Guillermo Pérez Villalta (El baño), Pablo Picasso (Mosquetero con pipa), Antonio Saura, Pablo Serrano, José María Sicilia, Antoni Tàpies, Darío Urzay, Juan Uslé en Darío Villalba, 